# Vřídelní kolonáda
Vřídelní kolonáda je jednou z pěti hlavních kolonád v Karlových Varech. Nachází se v centru lázeňského území pod kostelem svaté Máří Magdaleny na pravém břehu řeky Teplé. Částečně tvoří most pro pěší nad touto řekou. Kryje nejznámější a nejoblíbenější karlovarský minerální pramen Vřídlo. V prostoru kolonády jsou kromě gejzíru Vřídla umístěny tři pitné stojany s vřídelní vodou o teplotě 72 °C. Vřídlo krylo v minulosti mnoho staveb, altánek, empírová kolonáda, litinová či provizorní dřevěná kolonáda.
Současná kolonáda s předpokládanou životností 80 let byla vybudována podle návrhu architekta Jaroslava Otruby v letech 1969–1975 a do užívání předána 11. května 1975. V prostorách kolonády se nacházejí i obchody se suvenýry, keramikou a lázeňskými produkty. Občas se zde konají výstavy.
Pod podlahou kolonády se nalézá místo pro čerpání, rozvod a tepelnou regulaci vřídelní vody. Od roku 2008 je ve staré části vřídelního podzemí opětovně zpřístupněna exkurzní trasa pro veřejnost, kde mohou návštěvníci obdivovat sintrové povlaky na stěnách chodeb, pozůstatky starého potrubí, a seznámit se s procesem vzniku vřídlovce i pokamenováním, obrůstáním suvenýrů vřídlovcem. Známé jsou například tzv. karlovarské kamenné růže. Kolonáda neslouží jen jako krytý prostor pro pitné kúry a odpočinek pacientů, ale z hlediska balneotechnického představuje uzlový bod rozvodů vřídelní vody. Je zde též provozní středisko Správy pramenů a kolonád. Kolonáda spolu s Vřídlem prochází mimo lázeňskou sezonu kdy je ve městě nejnižší koncentrace turistů každoroční plánovanou odstávkou při které dochází k opravě technologií, čištění fontánových mís, pitných stojánků, přípravě sociálních zařízení na další sezonu a další opravné práce související s údržbou kolonády jako truhlářské či kamenické.

## Historie
Již od počátku nebyly Karlovy Vary klasickým středověkým městem, ale městem lázeňským, jedním z nejstarších v Evropě. Od roku 1508 měly statut veřejných lázní. Centrum lázeňského města se rozkládalo v bezprostřední blízkosti Vřídla. Známost Karlových Varů jako lázní pronikla ve druhé polovině 15. století za hranice země. O tom svědčí skutečnost v knize o lázních, kterou napsal a vydal Hans Foltz v Norimberku roku 1480. Zde jsou Karlovy Vary uvedené jako jediné lázně v Čechách pod označením „Lázně u Chebu k Lokti“ (Pad pey Eger zum Elnbogen). V roce 1772 bylo Vřídlo ohrazeno žebřinovým plotem, později byl nad ním postaven dřevěný altánek s volným vrchlíkem k odvodu páry. Roku 1794 stál nad Vřídlem nový kamenný lázeňský dům, k němuž patřily malé parní lázně s odpočívárnou. Poblíž stály obecní lázně sestávající ze tří částí. První byla určená pro muže a druhá pro ženy, třetí oddělená část sloužila pro nemocné s nakažlivými vyrážkami. Vedle výtoků pro pitné a koupelové účely mělo Vřídlo i jeden výtok, kde se pralo prádlo a pařil jateční dobytek a drůbež. Pro značně neestetické účinky byly tyto činnosti v roce 1850 zakázány. Původně byla léčivá voda z pramenů donášena hostům do pokojů. V druhé polovině 18. století objevil karlovarský lékař David Becher v karlovarských vodách oxid uhličitý a doporučoval pacientům pití minerální vody přímo u pramenů, kde je působení oxidu uhličitého nejsilnější. Vzhledem k vrtkavému karlovarskému počasí bylo třeba hosty při pití u pramenů chránit různými pavilony, altány a gloriety. Ty však již nestačily, a proto byly v lázních stavěny kolonády.

### Dřevěná empírová kolonáda
První skutečná promenádní kolonáda byla nad Vřídlem postavena v roce 1826. Jednalo se dřevěnou empírovou stavbu podle projektu německého architekta Josefa Esche, tehdy krajského inženýra v Jičíně. Nejprve byly v letech 1825–1826 postaveny nad sousedním pramenem Hygieia podle jeho plánů nové parní lázně. K budově lázní byla kolonáda připojena formou dřevěného přístřešku, jehož valbová střecha byla nesena iónskými sloupy. K odvětrání páry byly nad střechou vybudovány dva otevřené střešní pavilónky. Kolonáda navazovala z jedné strany na pavilón s vývěrem Vřídla, z druhé strany byla ukončena u boční štítové zdi bývalé školní budovy. Přímo na kolonádě ordinovali lékaři, a proto byly na sloupech zavěšeny tabulky s jejich jmény. Později se ukázalo, že od řeky na korzující lázeňské hosty příliš táhne, a stěny mezi sloupy směrem k Teplé tak byly roku 1831 zaskleny. V letech 1853–1859 byla kolonáda opět podle projektu Josefa Esche prodloužena podél řeky. Poslední úpravy kolonády proběhly roku 1862. V polovině sedmdesátých let 19. století již kolonáda nepostačovala počtu lázeňských hostů, a proto bylo rozhodnuto o její demolici, včetně přilehlých parních lázní. Dne 1. října 1878 byla tato demolice zahájena.

### Litinová pseudorenesanční kolonáda
Dne 9. května 1876 rozhodla městská rada o výstavbě nové reprezentativní kolonády. Na projekt nové kolonády byla vypsána soutěž, ve které bylo následně podáno celkem 23 návrhů. Z užšího výběru 12 návrhů zvolila městská rada 27. dubna 1878 návrh vídeňských architektů Ferdinanda Fellnera a Hermanna Helmera na montovanou litinovou stavbu. Pro architekty byla stavba této kolonády prvním realizovaným dílem v Karlových Varech. Dne 1. října 1878 byla provedena demolice původní dřevěné kolonády a parních lázní a zároveň byly zahájeny práce na nové litinové kolonádě. Litinové díly byly vyrobeny v hutích a železárnách knížete Salma v Blansku. Kolonáda, zvaná Železná, byla dokončena v dubnu 1879 a slavnostně otevřena 1. května 1879. Její obdélná bazilikální loď byla dlouhá 107 metrů a široká přes 14 metrů. Čelní stěny a portály byly vyzděné, boční stěny směrem k řece Teplé prosklené. Uvnitř bylo pódium pro orchestr a proti němu byl umístěn pomník dr. Davida Bechera od sochaře Antona Dominika rytíře z Fernkornu. Kolonádu ozdobila bronzová socha bohyně Hygieie od stejného sochaře. Samotná stavba nové litinové kolonády v pseudorenesančním stylu probíhala v letech 1878–1879. Kolonáda sloužila do roku 1938, kdy navštívil Karlovy Vary Adolf Hitler. Vypráví se, že místní Němci mu kolonádu darovali na válečnou výrobu. Kolonáda byla rozebrána, ovšem zbytečně, neboť litina se k válečným účelům nehodila. Jiná verze hovoří o zrezavělých ocelových spojích a hrozbě zřícení stavby. Oprava by byla natolik drahá, že bylo vhodnější kolonádu rozebrat. Ať tak nebo tak, Vřídlo zůstalo bez ochrany. Na novou kolonádu byla v roce 1940 vypsána soutěž, výhradně pro německé architekty. Došlo 115 soutěžních prací, do užšího výběru se jich dostalo 25. Druhá světová válka však zabránila realizaci.

### Dřevěná provizorní kolonáda
Po demolici litinové kolonády byla postavena provizorní dřevěná prosklená konstrukce navržena vrchním stavebním radou Haraldem Schnabelem. Vlastní gejzír Vřídla tryskal v otevřeném oktogonálním pavilónu. Roku 1946 byla provizorní dřevěná kolonáda upravena, hala nad gejzírem Vřídla byla opatřena prosklenými stěnami a doplněna o osmiramennou kupoli. Působením povětrnosti a vřídelních par však dřevěná kolonáda značně zchátrala. Trvalo však třicet let, než Vřídlo dostalo novou kolonádu.

### Prosklená železobetonová kolonáda
V roce 1960 byla vypsána architektonická soutěž na novou Vřídelní kolonádu. Zvítězil návrh architekta Jaroslava Otruby . Výstavbě předcházelo rozebrání provizorní dřevěné kolonády. Dřevěná kopule nad gejzírem Vřídla byla stržena 24. ledna 1967 a poté i zbytek kolonády. Po demolici tryskal gejzír Vřídla z původní pramenní mísy postavené volně v parkově upraveném prostoru po stržené budově. V roce 1969 byla vybudována čerpací stanice pro dopravu vřídelní vody pro účely lázeňských provozů. Došlo k výměně potrubí, aby se zajistila dodávka vřídelní vody pro balneoprovozy. Jako první z dodavatelů nastoupila Stavební geologie Praha, která už v letech 1966–1967 provedla geologický průzkum staveniště, v roce 1970 ověřovací sondáž a na jaře 1971 začala hloubit základovou jámu. Tyto práce ukončila na jaře 1972. Stavebních práce prováděl v letech 1969–1975 Městský stavební podnik Karlovy Vary. Vřídelní kolonáda byla předána do užívání při zahájení lázeňské sezóny 11. května 1975. Před kolonádu byla umístěna socha kosmonauta Jurije Gagarina v nadživotní velikosti (v roce 1992 byla přemístěna na prostranství před Mezinárodním letištěm Karlovy Vary). Po nějakou dobu nesla kolonáda název Jurije Gagarina. V roce 1992 dostala kolonáda zpět svůj původní název Vřídelní.
Kolonáda je skeletovou prosklenou stavbou, jejíž vertikální konstrukce tvoří ocelové sloupy a stěny obložené kamennými deskami. Obvodové zdi jsou táflované šedou žulou. Kolonáda je členěna do tří základních hal, haly pitných kúr, haly gejzíru Vřídla a příčné centrální haly. Nad vývěrem Vřídla se zvedá prolamovaný skleněný polygon. Kvůli havarijnímu stavu kolonády musel být vývěr Vřídla v roce 2016 přemístěn před budovu kolonády.
Současná kolonáda však nikdy s městem nesrostla a je vnímána jako nesourodý prvek. Zejména velkým přemostěním koryta řeky formou široké promenády zanikl ikonický prvek lázeňského města, vřídelní lávka z prostoru Tržiště ke Vřídlu a kostelu svaté Máří Magdaleny. Architektura brutalismu ostře disharmonicky kontrastuje s historizující architekturou lázní. Proto se Vřídelní kolonáda stala tématem karlovarského referenda, ve kterém se hlasovalo o stavbě repliky litinové kolonády z roku 1879. Tento návrh těsně neprošel. Hlasovalo pouze 33,66 procenta voličů, nutných bylo 35 procent, převažovali příznivci repliky. Platnost referenda řešil Krajský soud v Plzni. Ten v únoru 2018 rozhodl o výsledku referenda, které stavbu litinové repliky zamítlo.

## Fotogalerie

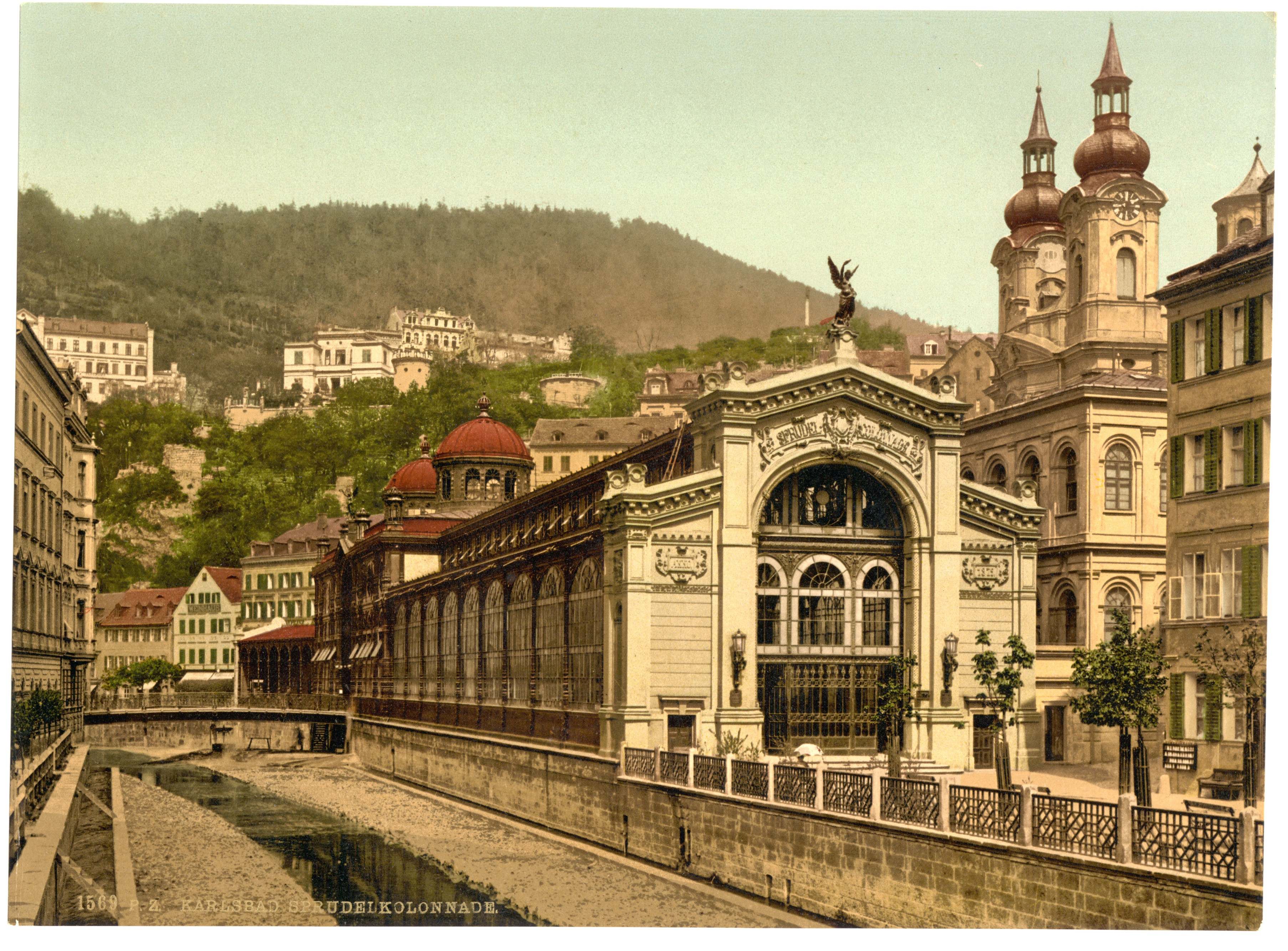
Litinová kolonáda z roku 1879 (vnější pohled)
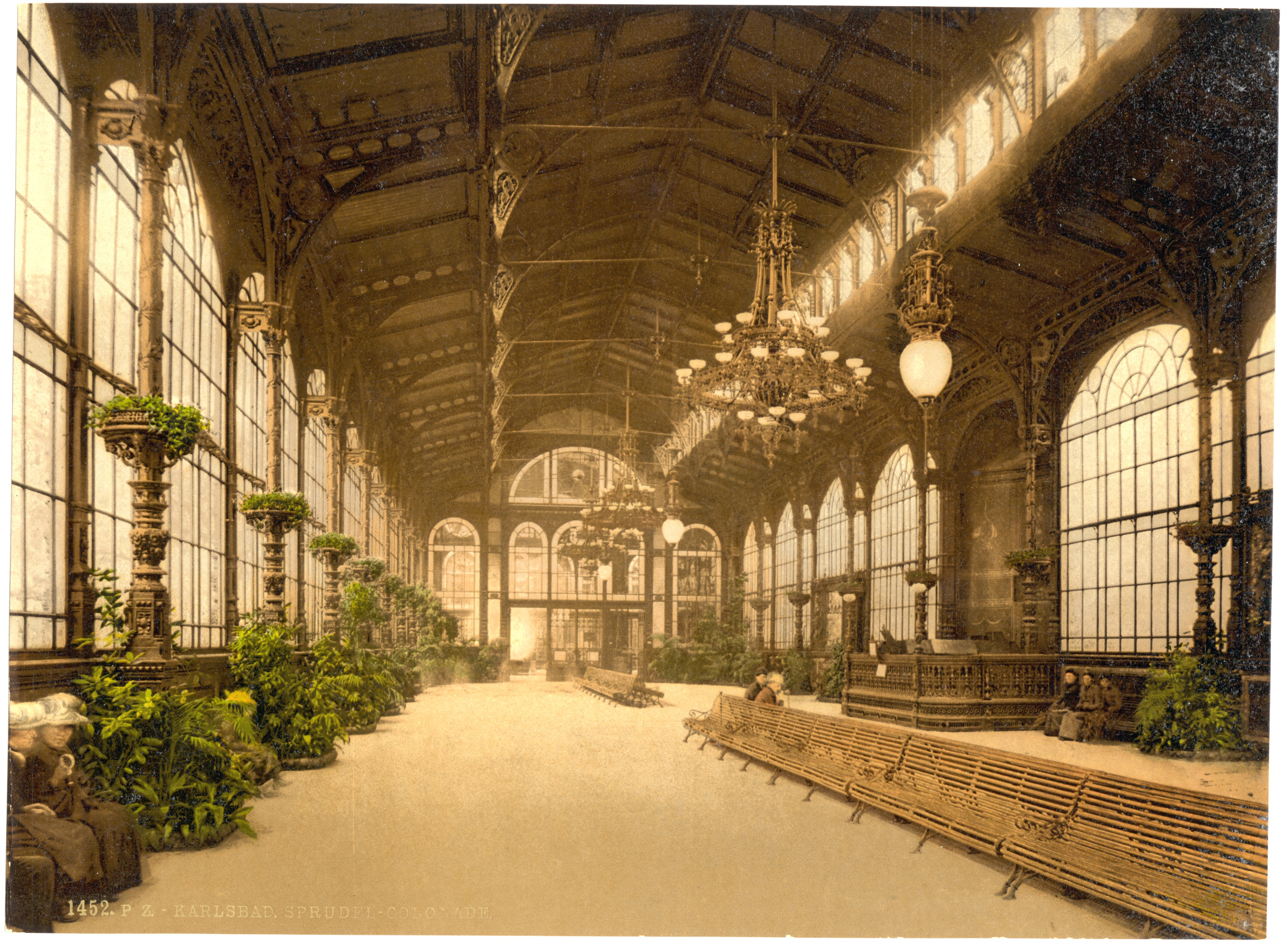
Litinová kolonáda z roku 1879 (vnitřní pohled)
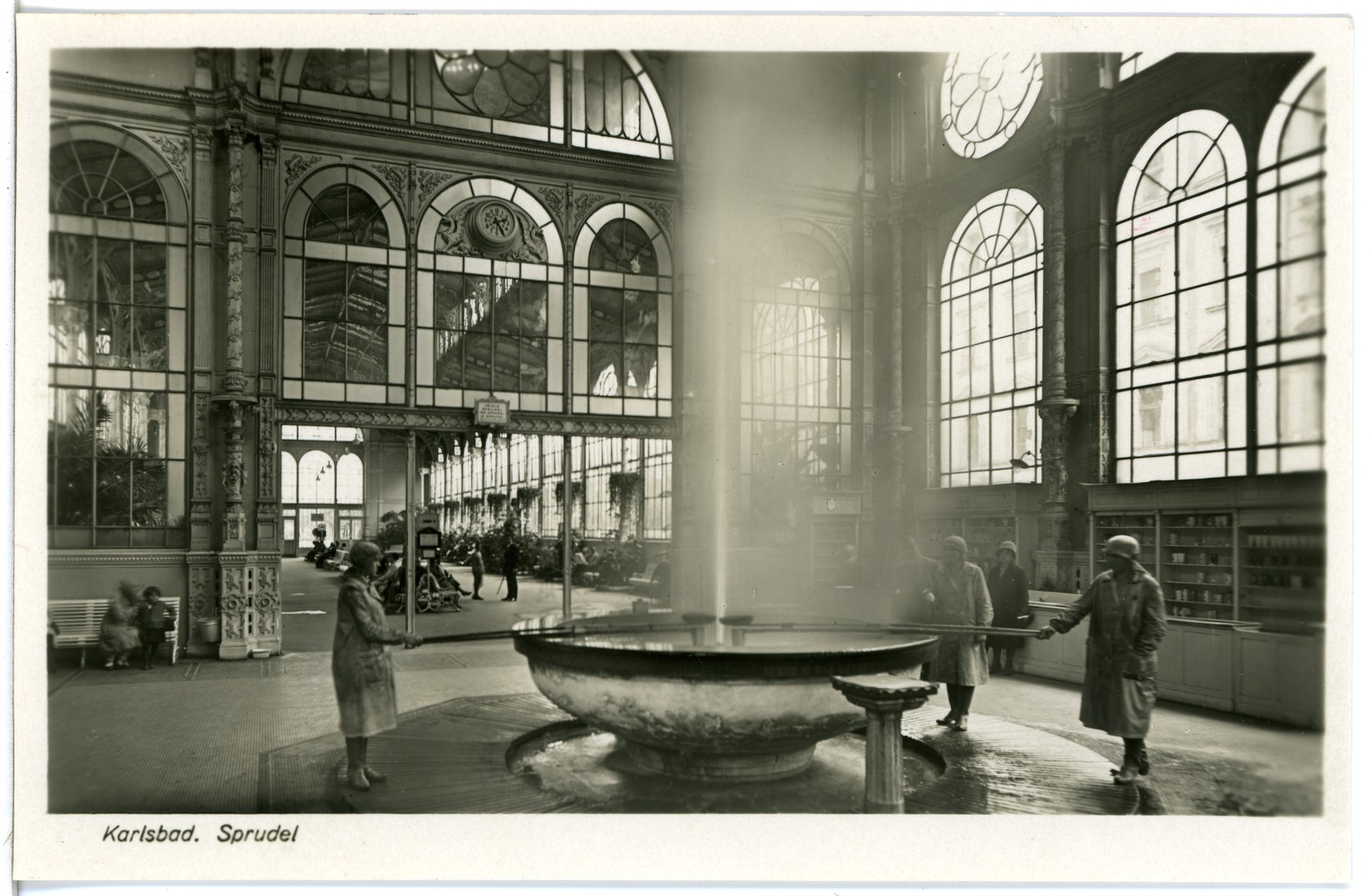
Vřídlo v litinová kolonádě z roku 1879
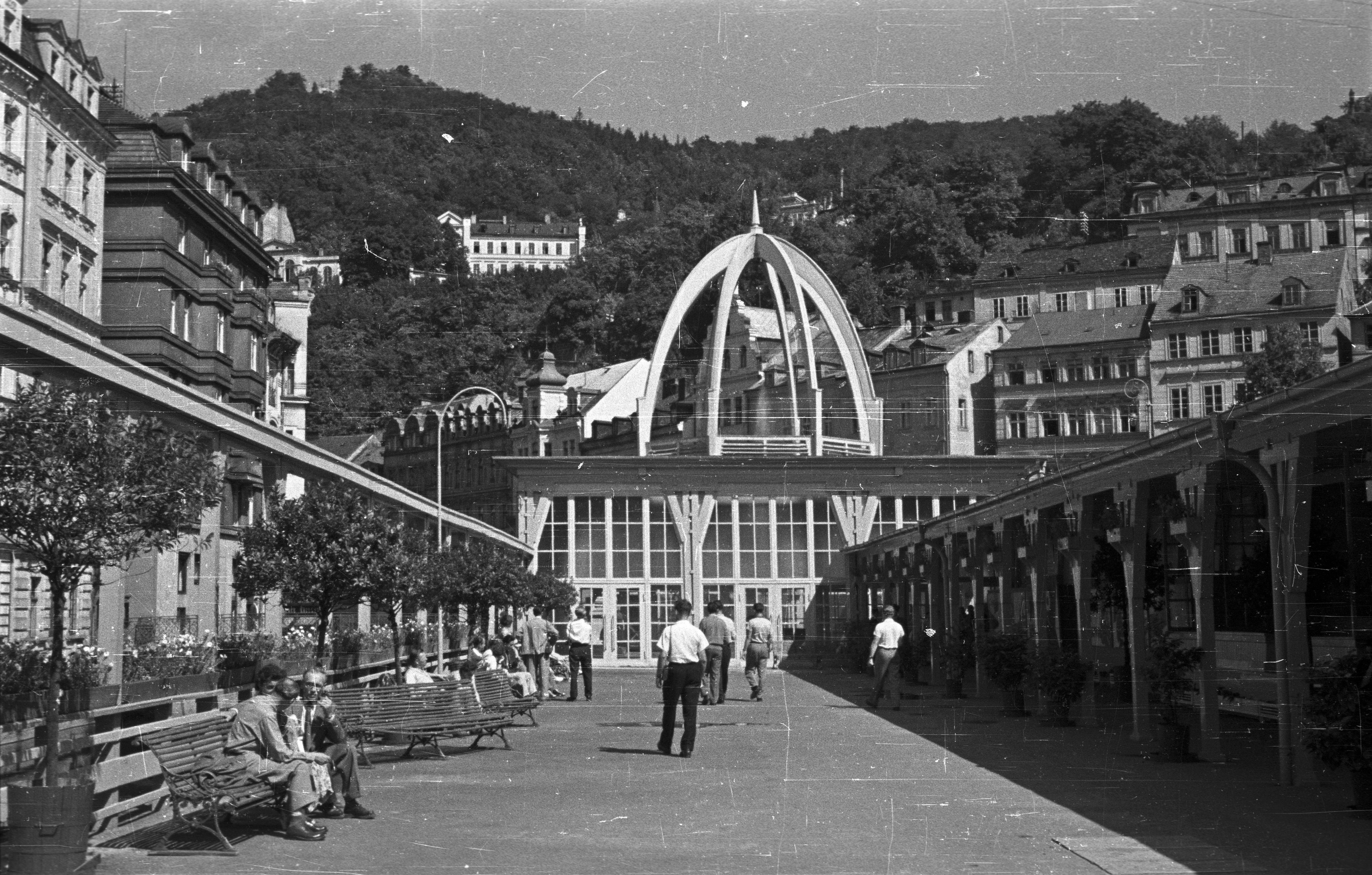
Dřevěná kolonáda z roku 1946
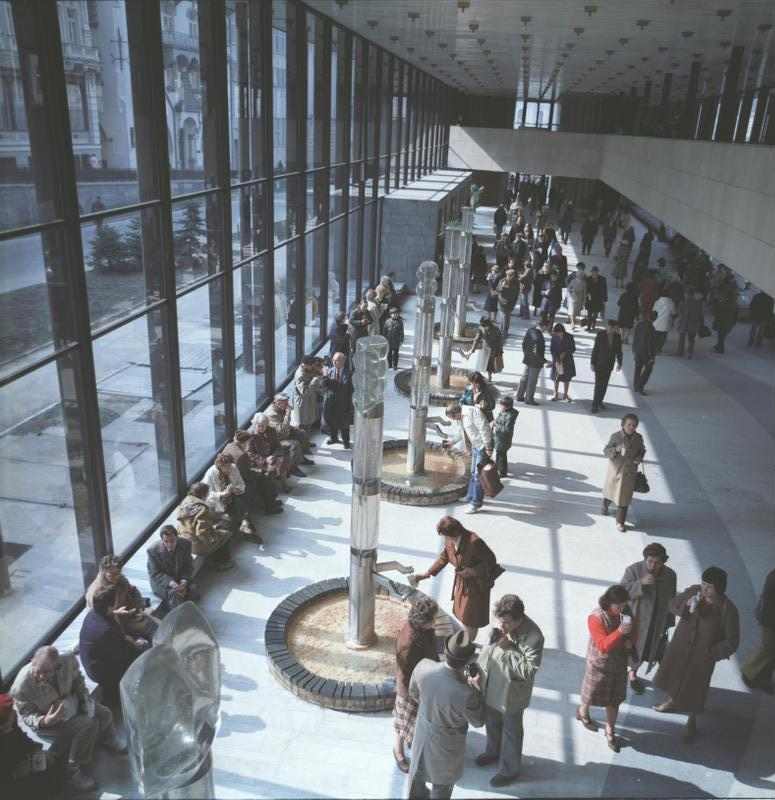
Fotografie z roku 1984
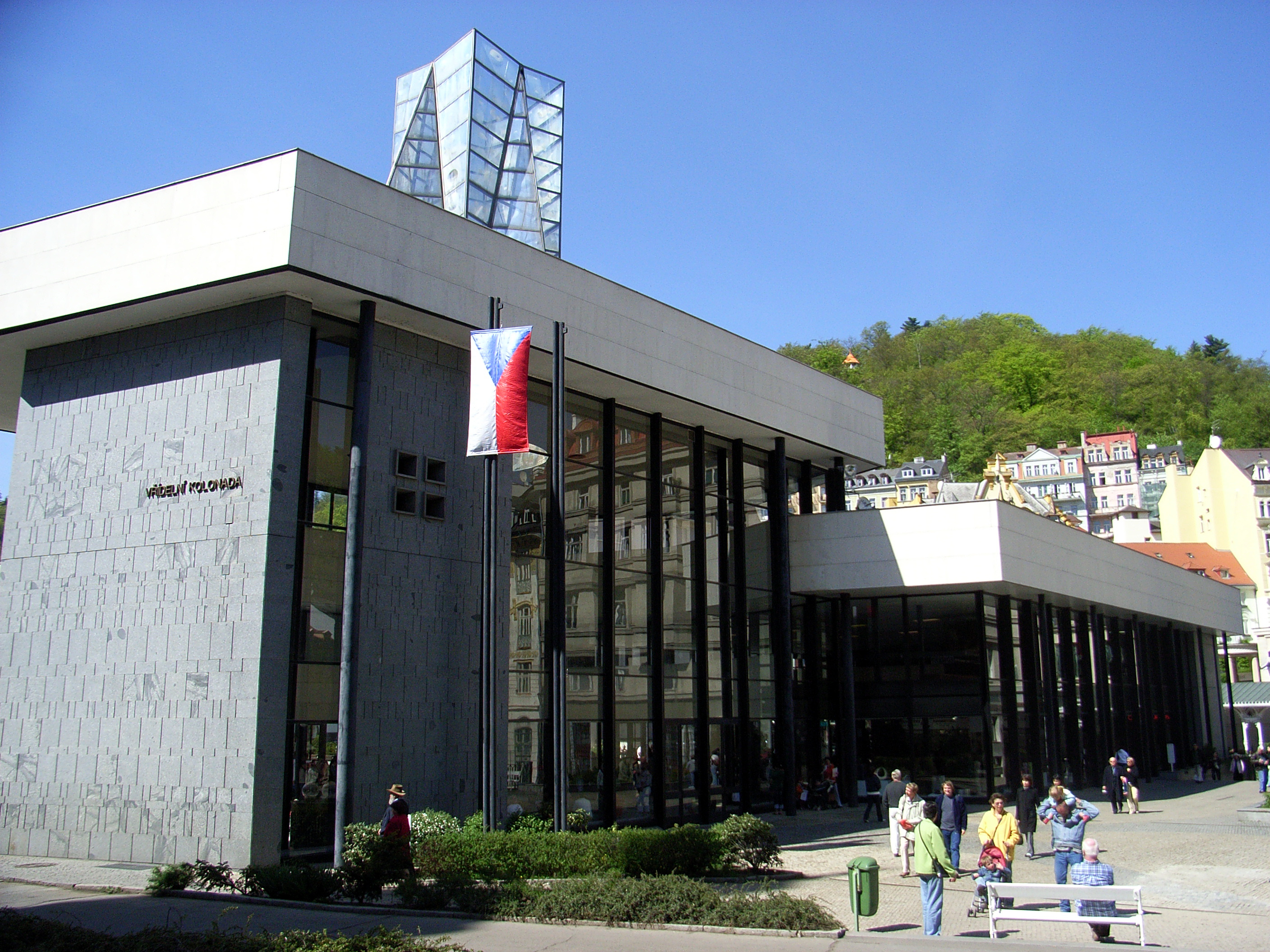
Pohled od kostela Maří Magdaleny
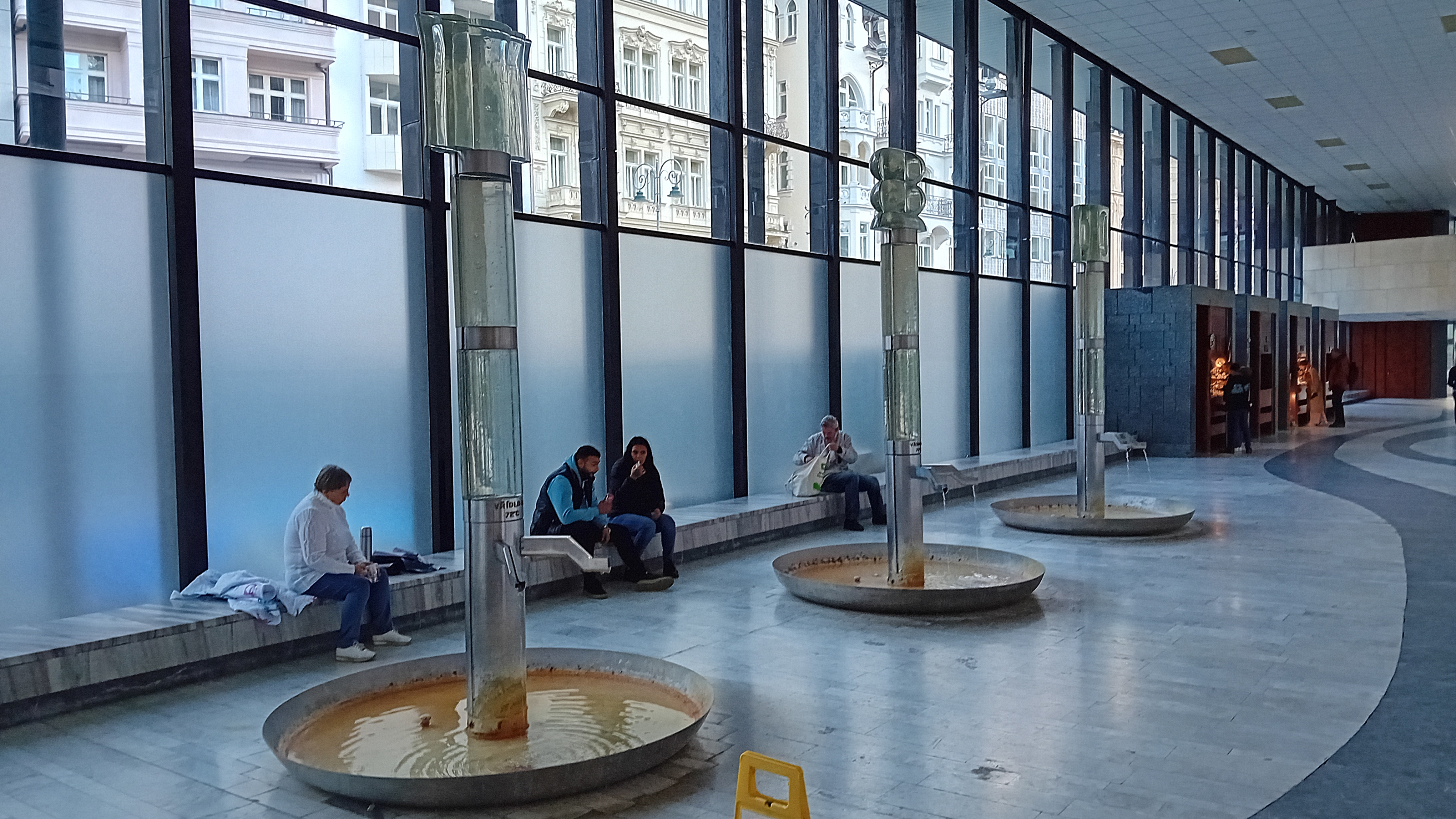
Kolonáda s lázeňskými hosty
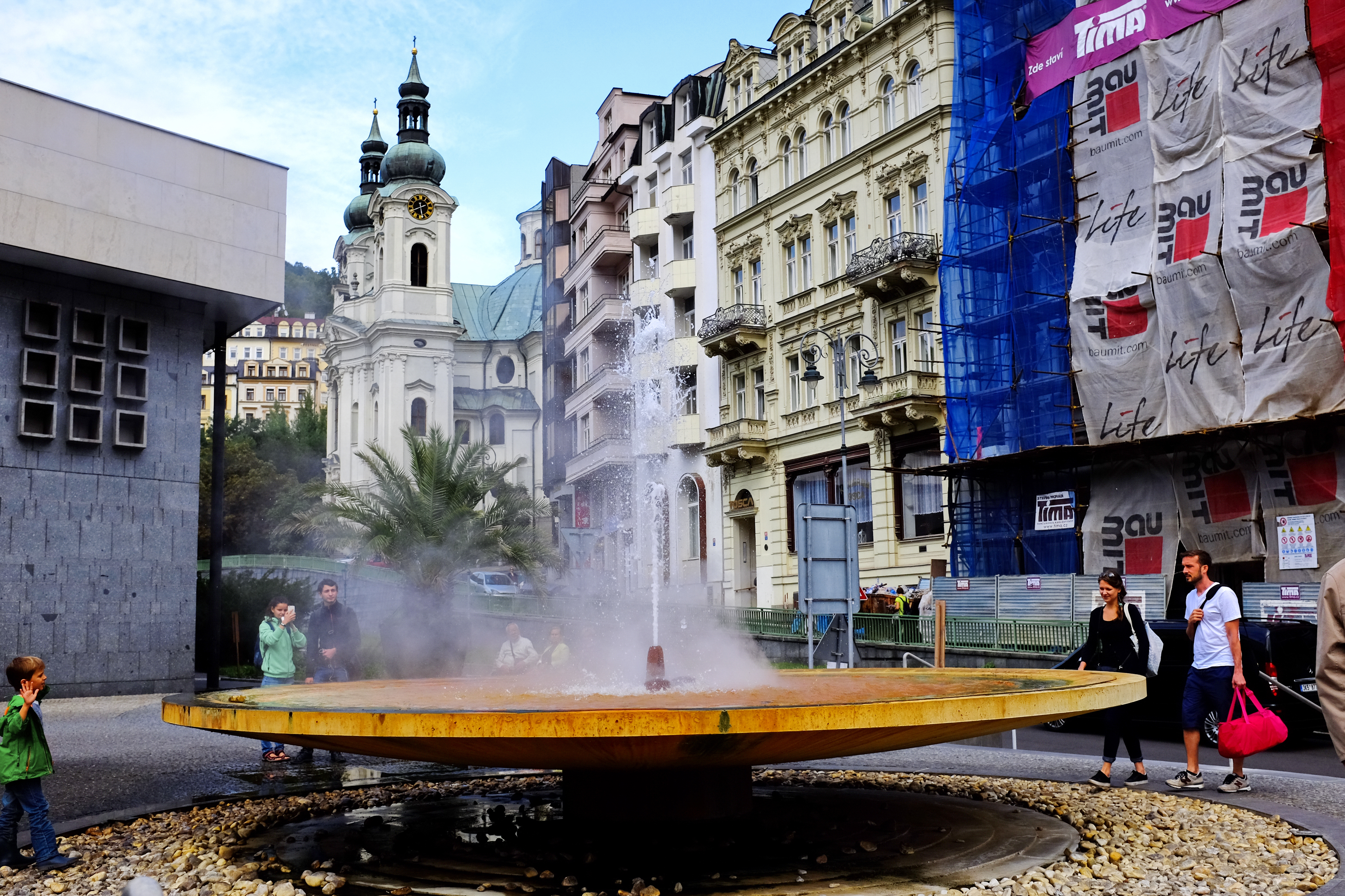
Vřídlo přemístěné před kolonádu